# Еленія чубата
Еле́нія чубата (Elaenia cristata) — вид горобцеподібних птахів родини тиранових (Tyrannidae). Мешкає в Південній Америці.

## Опис
Довжина птаха становить 14-15 см. Верхня частина тіла оливково-зелена, крила буруваті з двама білими смужками і білими краями. Горло білувато-сіре, груди сіруваті, живіт кремовий. На голова помітний оливково-зелений чуб, навколо очей білі кільця.

## Підвиди
Виділяють два підвиди:
- E. c. alticola Zimmer, JT & Phelps, 1946 — тепуї на південному сході Венесуели (південно-східний Болівар) та в сусідніх районах на півночі Бразилії;
- E. c. cristata Pelzeln, 1868 — Венесуела на схід від Анд, Гвіана, північна, східна і частково центральна Бразилія (на південь до Сан-Паулу), крайній схід Болівії, а також окремими ізольованими популяціями на південному сході Колумбії (Какета, Ваупес), на південному сході Перу (Куско, Мадре-де-Дьйос), на заході і півдні Болівії (Ла-Пас, Бені), а також на південному заході бразильської Амазонії.

## Поширення і екологія
Чубаті еленії мешкають в Колумбії, Венесуелі, Гаяні, Французькій Гвіані, Суринамі, Бразилії, Перу і Болівії. Вони живуть в сухих тропічних лісах і саванах серрадо. Зустрічаються на висоті до 1500 м над рівнем моря. Живляться плодами і комахами. Гніздо чашоподібне, в кладці 2 білих яйця. Інкубаційний період триває 15 днів, пташенята покидають гніздо на 16 день після вилуплення.